# Aristida macrophylla
Aristida macrophylla är en gräsart som beskrevs av Eduard Hackel. Aristida macrophylla ingår i släktet Aristida och familjen gräs. Inga underarter finns listade i Catalogue of Life.